# Банов Іван Миколайович
Банов Іван Миколай (29 серпня 1916 — 9 лютого 1982, Москва) — радянський розвідник, в роки Німецько-радянської війни один з організаторів партизанського руху в Білорусії, командир партизанського з'єднання. Герой Радянського Союзу (4.02.1944), генерал-майор (1969).

## Біографія
Народився 29 серпня 1916 року. Із селян.
У Червоній Армії з 1935-го. Член компартії із 1939-го.
Закінчив два курси сільгосптехнікуму, Орджонікідзевське військове піхотне училище (1938), Військову академію ім. М. Ст Фрунзе (1949). Секретар комсомольської організації колгоспу.
Учасник Німецько-радянської війни із червня 1941-го. З серпня 1942-го виконував завдання у тилу ворога. Створив кілька партизанських загонів, що об'єдналися у велике поєднання. Партизани, діючи під керівництвом майора Банова, у 1942—1943 роках розгромили низку ворожих гарнізонів на території Білорусії та Польщі, скоїли сотні аварій військових ешелонів противника, підірвали близько двох десятків залізничних мостів, зібрали чимало цінних відомостей.
Заступник начальника (1949—1951), виконуючий обов'язки начальника (1951—1952), начальник (1953—1957) направлення спеціальної розвідки (спецназ) ГРУ Генштабу ЗС СРСР. Одночасно викладав на курсах спецназу у Підмосков'ї. Після закордонного відрядження у 1960-ті роки — викладач, начальник факультету військової академії. 1979 року вийшов у відставку.
Помер 9 лютого 1982 року у Москві. Похований на Хімкінському цвинтарі.